# Mikael Elias teoretiska gymnasium

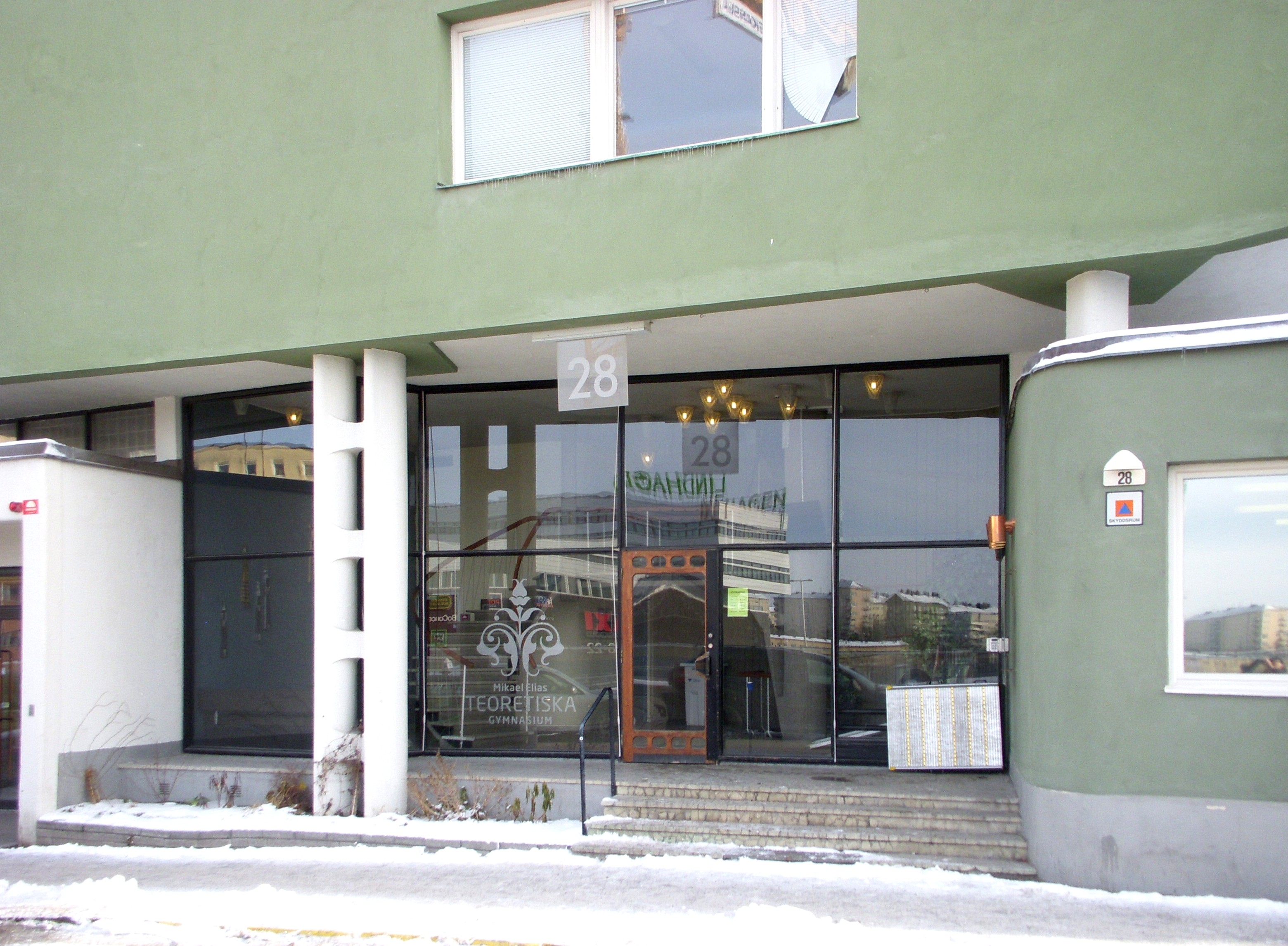
Skolbyggnaden i Stockholm, 2012.

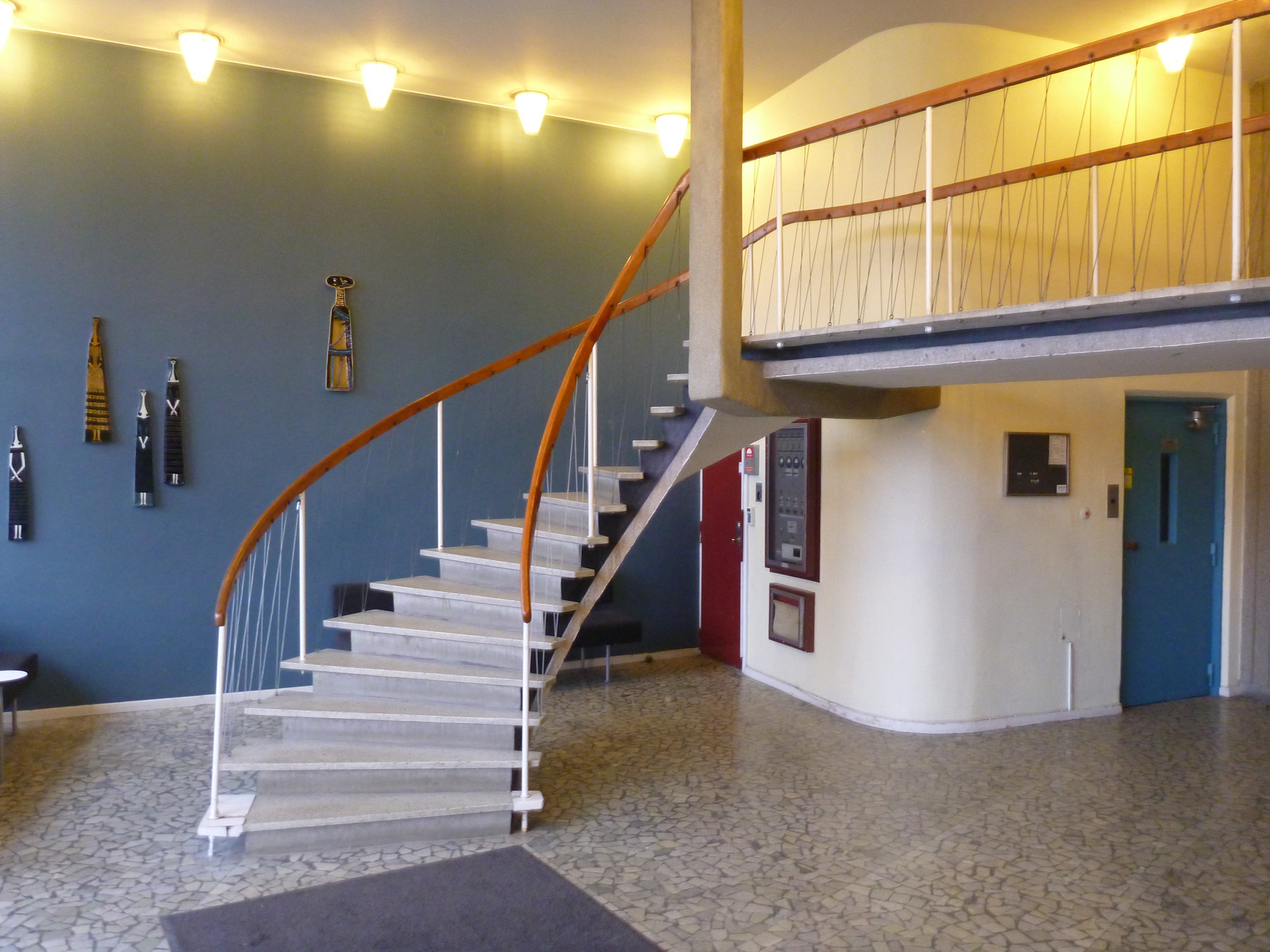
Trappan i Mikael Elias teoretiska gymnasium i Stockholm.

Mikael Elias teoretiska gymnasium (MEG) är en friskola grundad 2007 av Nordiskt Teknikerinstitut AB (NTI). Skolans namn kommer från NTI:s grundare, Mikael Elias. Skolan är idag en del av Academedia-koncernen. 2018 bytte skolorna namn till Klara Teoretiska Gymnasium.

## Allmänt
Mikael Elias teoretiska gymnasium blev hösten 2018 en del av Klara Teoretiska Gymnasium. Fyra skolor bytte då namn, de i Göteborg, Sundsvall, Sollentuna och Stockholm. Tidigare fanns även skolor i Eskilstuna kommun, Falu kommun,  Karlskrona kommun, Örnsköldsviks kommun, Lunds kommun, Malmö kommun och Norrköpings kommun. Intagningen till skolorna i Lund och Malmö stoppades 2012, och till Karlskrona 2016. Skolan i Norrköping avvecklades 2014. Skolan i Falun blev 2017 en del av Drottning Blankas Gymnasieskola.
Skolan erbjöd fyra högskoleförberedande program, naturvetenskapsprogrammet, samhällsvetenskapsprogrammet, samt på vissa orter teknikprogrammet och ekonomiprogrammet. 
Totalt hade Mikael Elias teoretiska gymnasium 1 983 elever under läsåret 2013/2014, fördelade på de dåvarande 10 gymnasieskolorna (Malmöskolan var då avvecklad).
Skolans vision är "Lust att lära, mod att förändra".

## Skolor som bytt namn

### Mikael Elias teoretiska gymnasium i Göteborg
2018 bytte skolan namn till Klara Teoretiska Gymnasium. Göteborgsskolan är sedan augusti 2011 belägen på Postgatan 5. Med sina drygt 420 elever var den år 2011 AcadeMedias näst största gymnasieskola. Av skolorna som gick under namnet Mikael Elias var Göteborgsskolan den med näst bäst studieresultat, 16,2 poäng (i genomsnittlig betygspoäng för elever med avgångsbetyg, läsåret 2013/2014).. Skolan erbjuder naturvetenskapsprogrammet, samhällsvetenskapsprogrammet, teknikprogrammet och ekonomiprogrammet. 

### Mikael Elias teoretiska gymnasium i Sollentuna
Skolan bytte namn till Klara Teoretiska Gymnasium hösten 2018. Skolan i Sollentuna erbjuder naturvetenskapsprogrammet, samhällsvetenskapsprogrammet och ekonomiprogrammet.

### Mikael Elias teoretiska gymnasium i Stockholm
Skolan bytte namn till Klara Teoretiska Gymnasium under hösten 2018. År 2008 flyttade skolan från Vasastan till lokaler vid Warfvinges väg 28. Byggnaden i kvarteret Gladan i Stadshagen, Stockholm ritades och uppfördes åren 1951-1953 med kosmetikföretaget Enequist, Holme & Co som beställare och Ralph Erskine som arkitekt. 

### Mikael Elias teoretiska gymnasium i Sundsvall
Skolan bytte namn till Klara Teoretiska Gymnasium under hösten 2018. Skolan i Sundsvall erbjuder naturvetenskapsprogrammet, samhällsvetenskapsprogrammet och ekonomiprogrammet.

## Avvecklade skolor

### Mikael Elias teoretiska gymnasium i Karlskrona
Skolan i Karlskrona etablerades 2007 och har sina lokaler på Drottninggatan 33 (tidigare Länsstyrelsen). Skolan stoppade intaget 2016 och kommer att läggas ned. Skolan erbjöd naturvetenskapsprogrammet, samhällsvetenskapsprogrammet och ekonomiprogrammet (tidigare också teknikprogrammet). Skolan hade ett samarbete med EF Education som bland annat innefattade en veckas språkresa till England för eleverna i årskurs ett. Ett stort inslag på skolan var arbetet med Ung Företagsamhet där alla elever erbjöds att starta och driva eget företag under gymnasietiden.

### Mikael Elias teoretiska gymnasium i Örnsköldsvik
Skolan i Örnsköldsvik är idag nedlagd. Den erbjöd naturvetenskapsprogrammet, samhällsvetenskapsprogrammet och ekonomiprogrammet. Det fanns också en preparandutbildning (för elever som i årskurs 9 inte fått ett godkänt betyg i alla ämnen) samt en särskild profil med ryttargymnasium.

### Mikael Elias teoretiska gymnasium i Eskilstuna
Skolan i Eskilstuna erbjöd naturvetenskapsprogrammet och samhällsvetenskapsprogrammet. Skolan lades ned 2017.

### Mikael Elias teoretiska gymnasium i Falun
Skolan i Falun startades 2008 och erbjöd ekonomiprogrammet, naturvetenskapsprogrammet och samhällsvetenskapsprogrammet. 2017 slogs NTI Gymnasiet, Plusgymnasiet och Mikael Elias teoretiska gymnasium ihop och bytte namn till Drottning Blankas Gymnasieskola.

### Mikael Elias teoretiska gymnasium i Lund
Skolan i Lund startade 2008 och var belägen vid Mårtenstorget. Skolan erbjöd samhällsvetenskapsprogrammet, naturvetenskapsprogrammet, teknikprogrammet och ekonomiprogrammet. Intagningen till skolan i Lund stoppades 2012 och de sista eleverna i Lund var avgångsklassen läsåret 2013/2014.

### Mikael Elias teoretiska gymnasium i Malmö
Intagningen till skolan i Malmö stoppades 2012.

### Mikael Elias teoretiska gymnasium i Norrköping
Skolan i Norrköping startades 2009 och var belägen på Västgötegatan 11 vid Campus Norrköping. Skolan erbjöd samhällsvetenskapsprogrammet och naturvetenskapsprogrammet. Skolan avvecklades efter läsåret 2013-2014.

## Teoretiska spelen
Teoretiska spelen är en årligt återkommande tillställning för elever på Mikael Elias teoretiska gymnasium, där alla elever i årskurs två samlas på Stockholms stadion för att tävla mot varandra inom olika grenar.